# أنتونيو بوسيني
أنتونيو بوسيني (بالإيطالية: Guido Moda)‏، (مواليد بادوفا، 5 يوليو 1904 - توفي ريكيوني، 20 أغسطس 1975) لاعب كرة قدم و مدرب كرة قدم إيطالي. بدأ بوسيني مسيرته كلاعب كرة قدم في نادي باودفا و لعب معهم من عام 1920 إلى عام 1927 و من ثم تنقل إلى عدة أندية، ثم اتجه إلى التدريب و درب الميلان في الفترة ما بين 1940-1941 و1954. أيضا شغل منصب رئيس نادي إيه سي ميلان في الفترة ما بين 1944-1945.

## وصلات خارجية
- أنتونيو بوسيني على موقع قاعدة بيانات كرة القدم.إي يو (الإنجليزية)
- أنتونيو بوسيني على موقع ناشيونال فوتبول تيمز (الإنجليزية)
- أنتونيو بوسيني على موقع عالم كرة القدم.نت (الإنجليزية)